# Andrija Ilić
Andrija Ilić (Vis, 6. travnja 1917.) - ), hrvatski domovinski i iseljenički književnik, prevoditelj i jezikoslovac

## Životopis
Rodio se je u mjestu Visu. U rodnom je mjestu završio pučku i građansku školu. U Splitu je maturirao na klasičnoj gimnaziji. U Zagrebu je diplomirao na Hrvatskom Sveučilištu 1942. iz romanskog jezikoslovlja, latinskog jezika i hrvatske književnosti. Doktorirao je na Sveučilištu u Beču 1944. godine. Neko je vrijeme bio asistentom na Hrvatskom sveučilištu u Zagrebu i lektor hrvatskog jezika i književnosti na Sveučilištu u Beču. Poslije drugoga svjetskog rata ostao je u Austriji. 1947. je godine pošao u Englesku. Nešto poslije nastanio se je u Španjolskoj.
Prije drugoga svjetskog rata objavio je pjesme, jezične studije i prijevode u Omladini, Plavoj reviji, Katoličkom tjedniku iz Sarajeva. Tijekom rata surađivao je u gotovo svim hrvatskim glasilima. Osobito je surađivao u Hrvatskoj reviji i Hrvatskoj smotri. Nakon ostanka u emigraciji, također je surađivao u skoro svim hrvatskim publikacijama. U Engleskoj je priredio i uredio dva broja revije Croatia.

## Djela
Objavio je djela:
- Lutanja (pjesme), Zagreb 1942.
- Život sv. Aleksija (prijevod starofrancuskoga hagiografskog spijeva), Zagreb 1942.
- Draga zemlja (pjesme), Madrid 1952.
- O tugama i ljepotama Hrvatske (soneti), Buenos Aires 1952.
- Naša Hrvatska. Zemljopis, Narodopis, Gospodarstvo (urednik), Madrid 1968.

## Nagrade i priznanja
- Šimun Šito Ćorić uvrstio ga je u svoju antologiju 60 hrvatskih emigrantskih pisaca.[1]